# Stormyran, Sund
Stormyran (tidigare Sibby Stormossen) är en mosse i norra Sibby i Sunds kommun på Åland. 
Vattnet rinner från myrens norra ända i en bäck via Orrkärren ut i havet i Sandviken som utgör en vik av Simskälafjärden. Stormyran omges av bergsområdena Stenrösberget, Nötviksbergen och Linddalsbergen.
Stormyran är ett kärrkomplex på övergång till högmosse. Myrens centrala delar är trädlösa eller består av gles tallskog. Randskogen är gles och björkdominerad.
Stormyran med invidliggande Lillmyran bildar tillsammans ett av Ålands största myrkomplex i naturligt tillstånd.